# Teatre independent a Espanya
El teatre independent a Espanya va ser un moviment juvenil iniciat al començament de la segona meitat del segle xx, gairebé simultàniament en diferents punts de la geografia espanyola. La seva característica professional més definitòria va ser el sistema de treball col·lectiu; i els seus objectius, molt similars en els diversos focus d'origen: rebel·lar-se contra l'establishment professional, la tradició artística a l'ús i la tirania del text literari, les coordenades creatives passades de moda o limitadores i, per descomptat, contra el moment polític i social de l'Espanya dels últims anys de la dictadura de Franco.
Com en molts altres països occidentals, els noms propis de la Història del Teatre manejats inicialment pel teatre independent van ser:: Bertolt Brecht, Ramón María del Valle-Inclán, Federico García Lorca, Meyerhold, Peter Brook, Stanislavsky, Grotowski, Antonin Artaud o el Living Theater, i en línies generals el teatre radical americà i els moviments llatinoamericans. Compensats amb nous autors nacionals, des de Francisco Nieva a Miguel Romero Esteo, passant per Fermín Cabal, Jesús Campos, Luis Matilla, Alberto Miralles o Jordi Teixidor i un llarg etcètera.
Els principals col·lectius de l'etapa inicial i els de major projecció en el fenomen teatral de les dècades següents van ser: Els Joglars, a Catalunya i Los Goliardos, Tábano, el TEI (Teatro Experimental Independiente) i el Teatro Estable Castellano, en la capital espanyola. Al costat d'ells cal anotar alguns posteriors com: Ditirambo, Esperpento, Bululú teatro, Teatro Circo, Comediants, el cercle de Salvador Távora…
Així mateix, els locals que arribarien a ser mítics i providencials per al desenvolupament del teatre independent, van ser, principalment: la Sala Cadarso i el Pequeño Teatro del TEI, a Madrid, el marc del Festival Internacional de Teatre de Sitges, el Teatre CAPSA i el Teatre Lliure, a Barcelona, i el local sevillà que acabaria donant nom al grup de La Cuadra.
Diferents crítics coincideixen que el teatre independent espanyol va llanguir en olor de multitud de la Transició (1976-1980). La seva última voluntat abans de morir va ser regalar al teatre de la democràcia dels vuitanta, tant comercial com subvencionat, "un cabal de joves i experimentats directors, actors, escenògrafs i autors".

## Orígens
Precedents internacionals: el teatre argentí independent de la dècada de 1950 i els moviments underground dels Estats Units. Altres desencadenants: la situació soci-política a l'Espanya del franquisme i les limitacions de l'escena espanyola en les dècades de els seixanta i els setanta i el reflex de la convulsió que va suposar en la gent jove més conscienciada el "maig francès" del 68.

### Situació en el context social
El fenomen del Teatre Independent, en el marc general del teatre a l'Espanya del franquisme, pot esquematitzar-se així:
- Teatre Comercial (un 60% en 1960)
- Teatre no-professional (un 40% en 1960)

1. Teatre de cambra i assaig
2. Teatre Universitari
3. Teatre d'afeccionats
4. T.E.M. - Teatro Estudio de Madrid
5. Escoles d'Art Dramàtic

La temporada 1968-1969, la proporció de representacions era ja favorable als no-professionals, amb un 55% del total del teatre representat a Espanya.

### Gènesi del Teatre Independent Espanyol

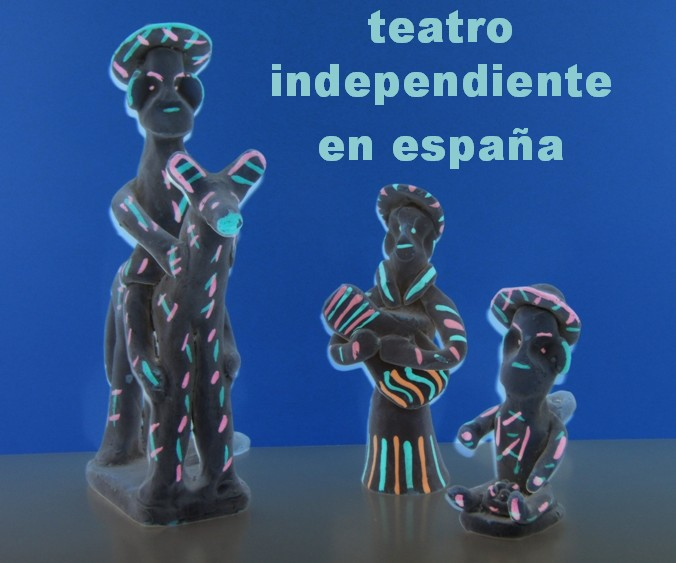
T.I.E.

El setembre del 1963 se celebra en l'Ateneu Jovellanos de Gijón el Primer Festival de Teatre Contemporani de Gijón. Un dels seus efímers fruits va ser la promoció d'una Associació Independent de Teatre Experimental (AITE), que no arribaria a crear-se, i els Plantejaments del qual no es coneixerien públicament fins a set anys després. Aquests plantejaments, units a les conclusions de les Jornades de Teatre Universitari de Múrcia, publicats aquell mateix any, es consideren per alguns estudiosos com a antecedents documentals del Teatre Independent espanyol.
La força emergent d'aquest moviment teatral es va manifestar amb 'prudent temeritat' tres anys després (1966) en el Primer Congrés Nacional de Teatre Nou de Valladolid, amb tres propostes ambicioses:
1. Constitució d'una Federació Nacional de Teatre Independent.
2. Revisió de la llei d'Espectacles i abolició de la censura prèvia.
3. Constrènyer al Ministeri d'Educació i Ciència espanyol per al reflex en el programa docent universitari del "Estudi de la teoria i pràctica de l'art dramàtic".[10]

Encara que la constitució d'una Federació Nacional de Teatre Independent no tirés endavant, va anar arran d'aquest congrés que els TEUs van donar suport a la idea de constituir una federació pròpia, la Federació Nacional de Teatre Universitari la vida del qual va arribar fins a la caiguda de la dictadura.
El fermall al procés de gènesi i definició del Teatre Independent a Espanya el va suposar l'anomenat Festival Cero de Sant Sebastià, i especialment els arguments exposats per José Monleón en la seva ponència "Del teatro de cámara al Teatro Independiente".

## Grups de teatre independent a Espanya
- A Catalunya, "...amb l'objectiu de fer crítica social mitjançant la ironia i la fabulació...", Albert Boadella, Carlota Soldevila i Anton Font crearen el 1962 Els Joglars. Seguint en certa manera el seu deixant van anar sorgint Comediants (1971), La Cubana i fins i tot Dagoll-Dagom (1974) o La Fura dels Baus (1979).

Altres col·lectius independents catalans foren: Cátaros, A-71, El Globus, El Camaleón, Palestra (de Sabadell), Xaloc (de Mataró), Teatre Experimental Català, La Roda, Semana Trágica i Ziasos (tots ells an Barcelona; L'Esquella i el grup TOAR, a Lleida, el Teatre Experimental Independent de Banyoles i Proscenio, en Girona.
- A Madrid va destacar la labor consecutiva de tres col·lectius germans i pròxims al fenomen del teatre independent: el Teatro Estudio de Madrid (TEM), el Teatro Experimental Independiente (TEI) i el Teatro Estable Castellano (TEC), els dos primers creats per William Layton i Miguel Narros, que també van inspirar i van coordinar el tercer, aquest amb l'ajut de José Carlos Plaza. Altres dos grups de la capital espanyola, essencials en el moviment del teatre independent, foren: Los Goliardos i Tábano (i tots els seus satèl·lits, abans i després). També cal esmentar: Ditirambo, G.I.T., El Gayo Vallecano, Cizalla, Gincacha, La Picota, Libélula, Bululú, Taller de Teatro, Tiempo, Pequeño Zoo, Karpa Teatro de Mimo de Madrid, Ademar, Canon, Zeta, Nasto, Taller I...

Altres grups castellans foren: Teloncillo, de Valladolid, Clunia, d'Aranda de Duero, Pigmalión de Toledo, El Candil de Talavera de la Reina i els lleonesos de Grutélipo.
- A Andalusia van destacar els grups sevillans. En Sevilla, a la fi de la dècada de 1960, i després de l'experiència internacional del Teatro Estudio Lebrijano, Salvador Távora crea el 1971 l'espectacle Quejío, base del grup independent més brillant de l'escena andalusa La Cuadra de Sevilla. Altres grups sevillans van ser Esperpento, Crótalo, La Tinaja, Mediodía, Grupo Laboratorio i Tabanque.

En la resta del territori andalús, es poden citar: Cascao, G. T. N. i Tespis, a Màlaga; G. T. Sotullos i La Garrocha, a Huelva; La Tabla, de Granada; Trápala a Còrdova, i Quimera i l'UN a Cadis.
- A Galícia, ja a mitjan seixanta, la consolidació d'alguns concursos teatrals, havia impulsat la fundació del Teatro Circo a La Corunya (primer grup de teatre gallec independent). Altres col·lectius són: Antroido, de Santiago; Aspasia i Teatro Circo, de La Corunya; Avriense i Valle-Inclán, d'Ourense; Candea, de Noia; Martín Codax i Rosalía de Castro, a Vigo; i La Araña, a Lugo.
- Al País Basc,[12] els orígens els posa Ramón Barea, fundador de Cómicos de la legua (1968) i, més tard, Karraka (1980). A Bilbao, Akelarre i Antígona; a Vitòria la Cooperativa Denok (1977); i potser a nivell més regional: Cobaya, Cómicos, Geroa, Farándula, Intxizu, Orain i El Lebrel Blanco.[nota 3]
- A la Comunitat Valenciana es recorden: La Carátula d'Elx, La Cazuela d'Alcoi, Carnestoltes, Teatro Club 49, El Sambori, Galliner, La Castaña de Pego i el P.T.V. de València, capital; el Circula de Teatro, de Sagunt, La Máscara i Alba 70, d'Alacant…
- A Astúries: els grups Gesto i Caterva, de Gijón; Tespis i el col·lectiu Tragos, d'Oviedo.
- A Aragó: la companyia de La Ribera, de Saragossa.
- A la Regió de Múrcia: el Teatro Universitario de Murcia, dirigit per César Oliva, reunit el 1967.
- A Extremadura, Pax i Tierra Seca, de Badajoz.
- A les Balears, la companyia S'Estornell, de Palma, i el grup menorquí Ciudadela.
- A Canàries, el TIC (Teatro Insular de Cámara), de Las Palmas de Gran Canària.

## Sistema col·lectiu
Com relata Alonso de Santos en una de les seves monografies dedicades al teatre independent espanyol, qualsevol membre d'una companyia d'aquestes característiques compaginava "...tasques d'actor, director, autor, tècnic, tramoista, promotor, escenògraf, xofer, mosso de càrrega, i totes i cadascuna de les mil activitats que implica el muntatge d'un espectacle, des del moment de la seva concepció fins al de la seva representació...".
L'aspecte romàntic de la gestió, tant creativa com administrativa i amb un perfil anàrquic típic dels primers anys del teatre independent, va evolucionar paral·lel als canvis en l'estructura política i social espanyola; paral·lel però en direcció contrària. El romanticisme juvenil acabaria lliurant-se a l'eficiència legalista (societats anònimes, cooperatives, fundacions) i l'anarquia es va dissoldre substituïda per objectius específicament artístics o políticament autonòmics.

## Principis i tendències
En una anàlisi publicada en 1970, José Monleón, potser la màxima autoritat crítica en l'estudi del Teatre Independent, va resumir els principis o tendències dels col·lectius independents en set punts principals:
- Voluntat del màxim nombre de representacions i, per consegüent, rebuig de la 'funció única'.
- El col·lectiu es defineix a imatge i semblança de la seva repertori, com en l'eslògan bíblic "per les seves obres els coneixereu".
- Abans d'estrenar cada muntatge, es formen diferents grups de treball i anàlisi, els objectius de la qual seran:

Recerca del llenguatge dramàtic.
Coherència ideològica i estètica.
Participació col·lectiva i cerca de la qualitat.
Utilització de l'experiència de cada representació com a base autocrítica de recreació de temes i objectius.
- Cerca de tota mena de públics, essencialment públics populars.
- Adequació de l'espectacle al públic i les seves circumstàncies: horaris, llocs de representació i preus de les localitats.
- Previsió i organització de pressupostos en funció dels objectius enunciats en els anteriors punts.
- A més de les representacions, organització de seminaris complementaris, com a resposta conseqüent als fins ideològics i de recerca del llenguatge teatral buscats pel col·lectiu.[nota 4]

Enfront del teatre tradicional, elitista i amb un cert halo de classe, el Teatre Independent va suposar un generós esforç humà i social, només possible gràcies al grau de compromís i il·lusió dels seus protagonistes.